# Rameau descendant de l'artère circonflexe fémorale médiale
Le rameau descendant de l'artère fémorale circonflexe médiale est une petite artère du membre inférieur situé dans la cuisse.
Le rameau descendant nait de l'artère circonflexe fémorale médiale au niveau du bord supérieur du muscle court adducteur.
Il se divise en trois rameaux : 
- le rameau profond de l'artère circonflexe fémorale médiale,
- le rameau superficiel de l'artère circonflexe fémorale médiale,
- le rameau acétabulaire de l'artère circonflexe fémorale médiale.